# Нинохе
Нинохе (яп. 二戸市 Нинохэ-си) — город в Японии, находящийся в префектуре Иватэ. Площадь города составляет 420,31 км², население — 28 117 человек (1 августа 2014), плотность населения — 66,90 чел./км².

## Географическое положение
Город расположен на острове Хонсю в префектуре Иватэ региона Тохоку. С ним граничат город Хатимантай, посёлки Курумай, Итинохе, Намбу, Саннохе, Такко и село Кунохе.

## Население
Население города составляет 28 117 человек (1 августа 2014), а плотность — 66,90 чел./км². Изменение численности населения с 1980 по 2005 годы:
| 1980 | 37 537 чел. |  |
| 1985 | 37 285 чел. |  |
| 1990 | 35 017 чел. |  |
| 1995 | 33 755 чел. |  |
| 2000 | 33 102 чел. |  |
| 2005 | 31 477 чел. |  |

## Символика
Деревом города считается лаковое дерево, цветком — Prunus jamasakura, птицей — Phasianus versicolor.